# Petr Pavlík (1978)
Petr Pavlík (* 17. července 1978) je český fotbalový obránce, momentálně působí v týmu Fk Zásmuky

## Klubová kariéra
Pavlík je odchovancem pražské Krče. Působil v druholigových Pardubicích, odkud v lednu 2004 přestoupil do 1. FC Slovácko. Od ledna 2006 do léta 2008 hrál za Zbrojovku Brno. Poté zamířil do Jablonce, kde se stal oporou zadních řad a nosil i kapitánskou pásku. V srpnu 2012 se nevešel na soupisku A-týmu Jablonce, proto odešel do 1. SK Prostějov z nižší ligy.